# Tour of Marmara
Il Tour of Marmara (it. Giro di Marmara) era una corsa a tappe di ciclismo su strada che si svolse nella regione di Marmara, in Turchia, nel 2010 e nel 2011. Fece parte del circuito UCI Europe Tour classe 2.2.

## Albo d'oro
Aggiornato all'edizione 2011.
| Anno | Vincitore           | Secondo      | Terzo         |
| ---- | ------------------- | ------------ | ------------- |
| 2010 | Kemal Küçükbay      | Mert Mutlu   | Adil Kurkut   |
| 2011 | Ali Rıza Tanrıverdi | Omar Hasanin | Nazim Bakırcı |